# 轉世

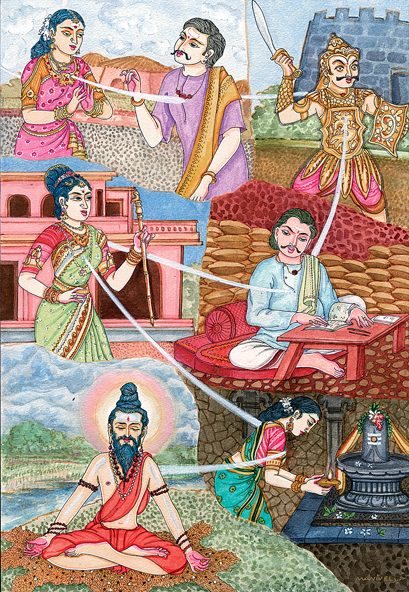
印度的宗教中有關輪迴轉世的圖解。

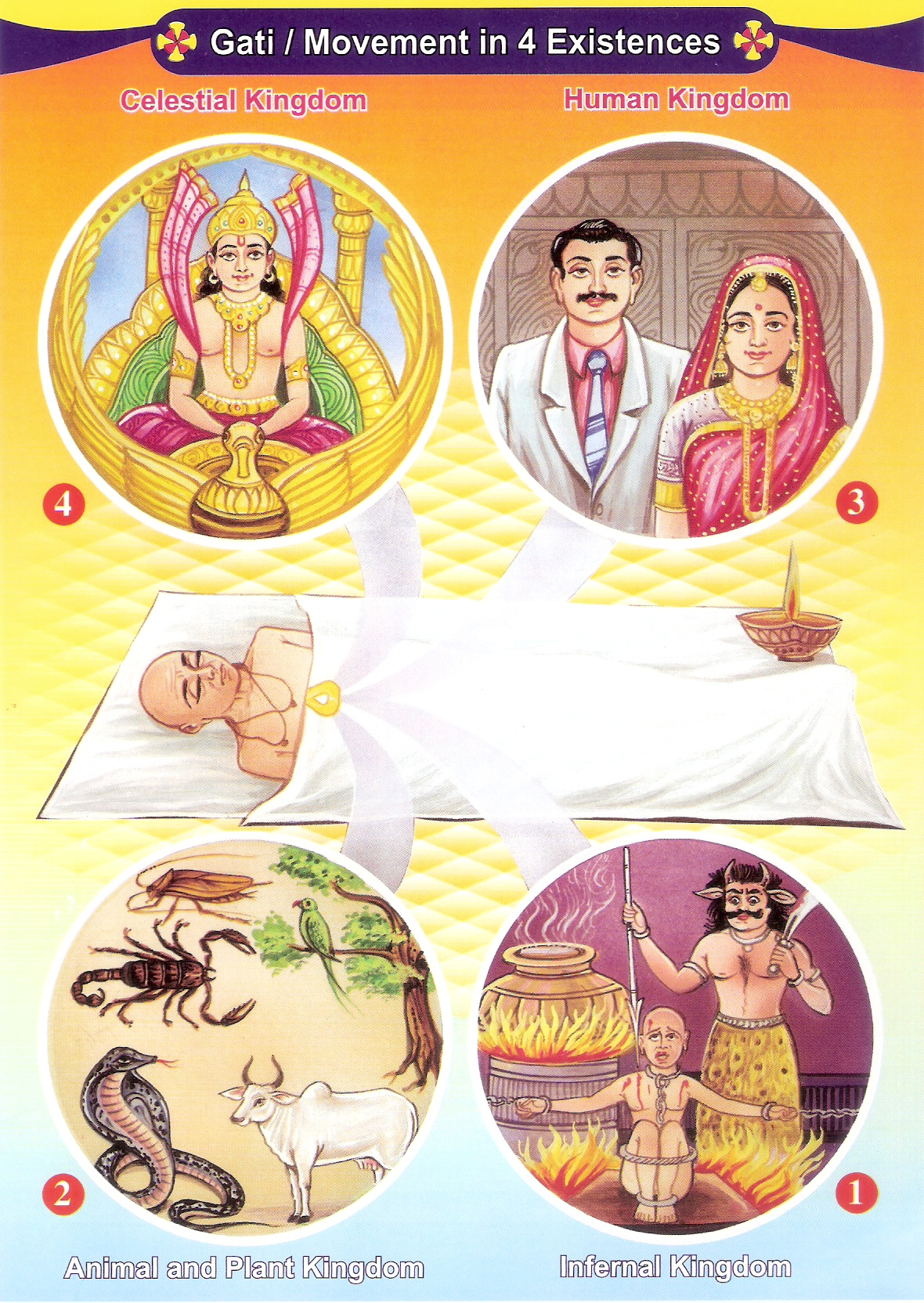
耆那教教義中，死亡後靈魂會根據其生前業力轉生到四種不同的生命狀態之一。

轉世、轉生或投胎（英語：Reincarnation），是一種哲學或宗教概念，即生命存有的非物質本質在生物性死亡後，以不同的物理形式或身體開始新的生命 。復活是一些宗教假設的類似過程，其中靈魂在同一個身體中復活。在大多數涉及輪迴的信仰中，靈魂被視為不朽的，唯一容易消亡的就是身體；人死後，靈魂會轉入新生的嬰兒（或動物）以再度開始生命。
轉世（梵語：पुनर्जन्मन्，羅馬化：Punarjanman）是許多印度宗教的中心信條，如佛教（參見佛教輪迴）、大多數印度教流派、耆那教、錫克教等（參見業），儘管有許多宗教流派不相信輪迴，而是相信來世。他以各種形式出現在許多不同方面的猶太教流派、美洲原住民的一些信仰，還有一些澳洲原住民的信仰中（儘管許多人相信來世或靈界）。

## 信仰的起源
這種信仰早於原始文化中出現。一些無神論的學者認為，這種信仰源於四個普遍的信念：
1. 人類是有靈魂的，而靈魂與呼吸之間有一種不明確的關係，可與肉體分離。在睡眠時，分離是短暫的；在死亡後，靈魂則與肉體永遠分開。
2. 一切動植物皆有靈魂，而且強大地影響人類的力量與情緒（即泛靈論）。
3. 靈魂可從一個有機體轉移到另一個有機體上。
4. 只要死亡即可重生

在很多印度教（尚存的最古老宗教）學派中，仍有人擁護這個信念。
圖騰信仰亦包含靈魂在人類肉體間轉移的暗示。

## 東方宗教與傳統

### 佛教
佛教認為，轉世根本原因是因為求生欲，這種求生欲在佛教教內也被稱為「求身欲」，亦即人們的天性是想要保護好現有的這個身體，這就是讓人們流轉的動力，在死亡的當下，肉體會感受到強烈的剝離之苦，觸發這先天性的「本能」想要保護好這個身體，這樣的求生欲會讓人們在生命終結後，因這股「欲」或被稱為「愛」的這股力量而流轉。
佛教認為，「愛」促成了轉世，而愛背後的力量雖被認為是本能，但佛教有更深入的觀點，其認為這種「本能」是建立在一種習慣、一種氛圍，就是認為有一個獨立的、自主的、完整的「我」要被保護，而這樣的習慣及認知，被稱為「無明」，因此，雖然直接使人們轉世的是「愛」，但其根本的源頭則是無明，表面上，無明看似無形、無力，但它正是貪愛的根本誘因，就像雖然在耳邊嗡嗡嗡一直煩的是蚊子，但是蚊子的根源是死水之類能夠養活蚊子的環境一樣。
佛教認為，在除了無明、愛之外，還有業力：   只要人們有本能的求生欲、有「愛」，就必然會轉生，而轉生之後會過得如何就是「業力」所產生的作用的所在：   每個人所帶有的業力不同，以及在轉世當下所調動的業力上的差異，會決定人們轉生後的生命形態將是怎樣的。

### 道教
古中国深信人可以透過修煉而長壽，如司马迁《史记》记载老子“百有六十馀岁，或言二百馀岁”。甚至长生不死，如道教就有所谓的炼丹，从古代帝王陵墓到民间厚葬的“死后享乐”可以看得出来，轉世概念不是傳統道教的一部分，但受佛教影響，現在幾乎所有道教宗派如全真派或正一派等，都認同輪迴轉世，并有判斷亡人落於哪一輪迴道的亡人落道之術。
以下为老子轉世的假设：
东汉末年的《老子变化经》、边韶《老子铭》、三国时吴葛玄所著《老子道德经序诀》、六朝时期的《老子变化无极经》等，均讲述老子化身历代降生的神话，即常说的“老子八十一化”，每一世皆有名号。唐代的《紫微大帝说玄武本传》又增加了一世，说老子82化为玄武神。
《太平廣記》載劉三復此人“能記三生事，嘗爲馬，傷蹄則心痛，轉世爲人，乘馬至磽確之地必緩轡，有石必去。”《聊齋志異》卷一有《三生》的短篇小說。

### 民間信仰
- 下凡

## 西方宗教與傳統
西方宗教與傳統中的轉世概念在古希臘就有輪迴（Metempsychosis）的宗教觀，於英文之文獻裡Metempsychosis是源自希臘語中論及的靈魂轉生的俄耳甫斯教、畢達哥拉斯主義與古希臘哲學之詞彙，尤其是在表達有關人死後的輪迴轉世。

### 俄耳甫斯教

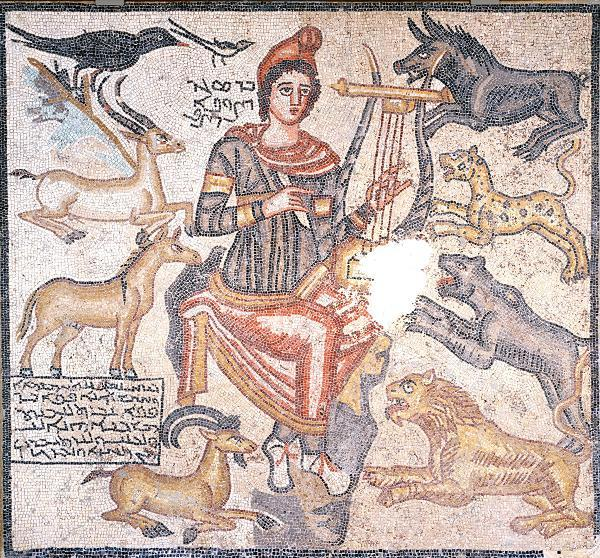
俄耳甫斯和野生動物，鑲嵌藝術，達拉斯藝術博物館珍藏。古希臘宗教中的俄耳甫斯教有著靈魂轉生的宗教觀。

俄耳甫斯教，古希臘宗教中擁有輪迴轉世觀的法脈，首次出現在當時古希臘人認為的色雷斯（Thrace）之東北邊境上。俄耳甫斯，乃為古希臘傳說中輪迴觀的創教祖師，據說傳授靈魂與身體两者之間是通过一個緊密且不對等的連結禁錮著；靈魂是神聖的，也是不朽的以及冀盼著自由，然而身體卻限制著祂被羈絆、束縛而成為了一個囚徒。
俄耳甫斯教的主要基本教義有別於由公眾信奉的古希臘宗教。俄耳甫斯教的宗教特色在以下幾個方面：
- 雖然透過賦予人類靈魂做為神聖和不朽的特性，但是經由輪迴轉世（metempsychosis）或是靈魂投生（transmigration of souls），依然注定要經歷（一段時期）著肉體壽命結束的連續“痛苦循環”。
- 透過生活上苦行或禁慾主義（ascetic）方式的規定，再配合秘密入會仪式，將會保證不僅最終能夠由“痛苦循環”中獲得釋放，而且可以與神（眾神）同在。
- 宗教觀是透過創立的聖典對關於眾神與人類的起源做出闡述。

### 經典希臘哲學
一些古希臘哲學家相信轉世論；可參考柏拉圖所著的《斐多》（也譯《費多》）和《理想國》。畢達哥拉斯相信是第一位深入發展這個概念的哲學家。

### 德魯兹信仰
德鲁兹教相信轮回说和创世论，德鲁兹派的基本信仰包括认主独一、五大宇宙原则和灵魂转世三大内容。

## 一神教

### 犹太教
部分猶太教派持有轉生觀念。

### 伊斯蘭教
伊斯蘭教神秘主義宗派蘇菲派和阿拉維派認同轉世論。

### 基督教
以布萊恩·魏斯（Brian L. Weiss M.D.）為代表的神秘論者認為早期基督教持有轉世觀念。魏斯考證，在原始《新約》中存在轉世的文字記載；但公元四世紀被羅馬帝國君士坦丁大帝因擔憂轉世觀念危害帝國統治而下令刪掉，且信仰者會遭到打壓。十二世紀時，部分意大利和法國南部的基督徒就因相信轉世說而受到殘酷處置。
現代基督教主流只承認「末日審判説」，反對輪迴轉世觀念。

## 現代有關轉世的研究
- 英国广播公司的“学习”节目（Learning），也摄制了关于探索轮回轉世的纪录片《往世》（Previous Lives）。Youtube网站有该片的英语版[9]。

- 弗吉尼亚大学精神病学家伊恩·斯蒂文森花了40年时间，对声称记得前世的年轻儿童的案例进行研究。他出版了12本书，包括《二十个暗示转世的案例》《转世与生物学：对先天性胎记和先天缺陷病因学的贡献（英语：Reincarnation and Biology）》（一部两卷本专著）《欧洲转世类型的案例（英语：European Cases of the Reincarnation Type）》和《转世与生物学的交汇处（英语：Where Reincarnation and Biology Intersect）》。在他研究的案例中，他报告了孩子的陈述和家庭成员及其他人的证词，通常还会提供一些他认为与已故者某些方面相符的关联。斯蒂文森还调查了他认为胎记和出生缺陷似乎与已故者的伤口和疤痕相匹配的案例。他的文档中有时还包括医疗记录，如尸检照片[10]。由于任何前世记忆的主张都容易受到虚假记忆和这些主张易于被作假的指控，史蒂文森预期到了随之而来的争议和怀疑。他表示，他会寻找反驳证据和报告的替代解释，但正如《华盛顿邮报》所报道，他得出的结论无法用常理来解释[11]。

## 参閲
- 輪迴
- 转世灵童
- 瀕死經驗
- 轉世傳承
- 意識
- 化身
- 三世書
- 再生
- 復活
- 活佛
- 前世回溯

## 延伸阅读
[在维基数据编辑]
 《欽定古今圖書集成·明倫彙編·人事典·投胎部》，出自陈梦雷《古今圖書集成》